# Лахново (Карелия)
Лахново — деревня в составе Шуньгского сельского поселения Медвежьегорского района Республики Карелия.

## Общие сведения
Расположена на северном берегу Валгмозера.

## Фотография

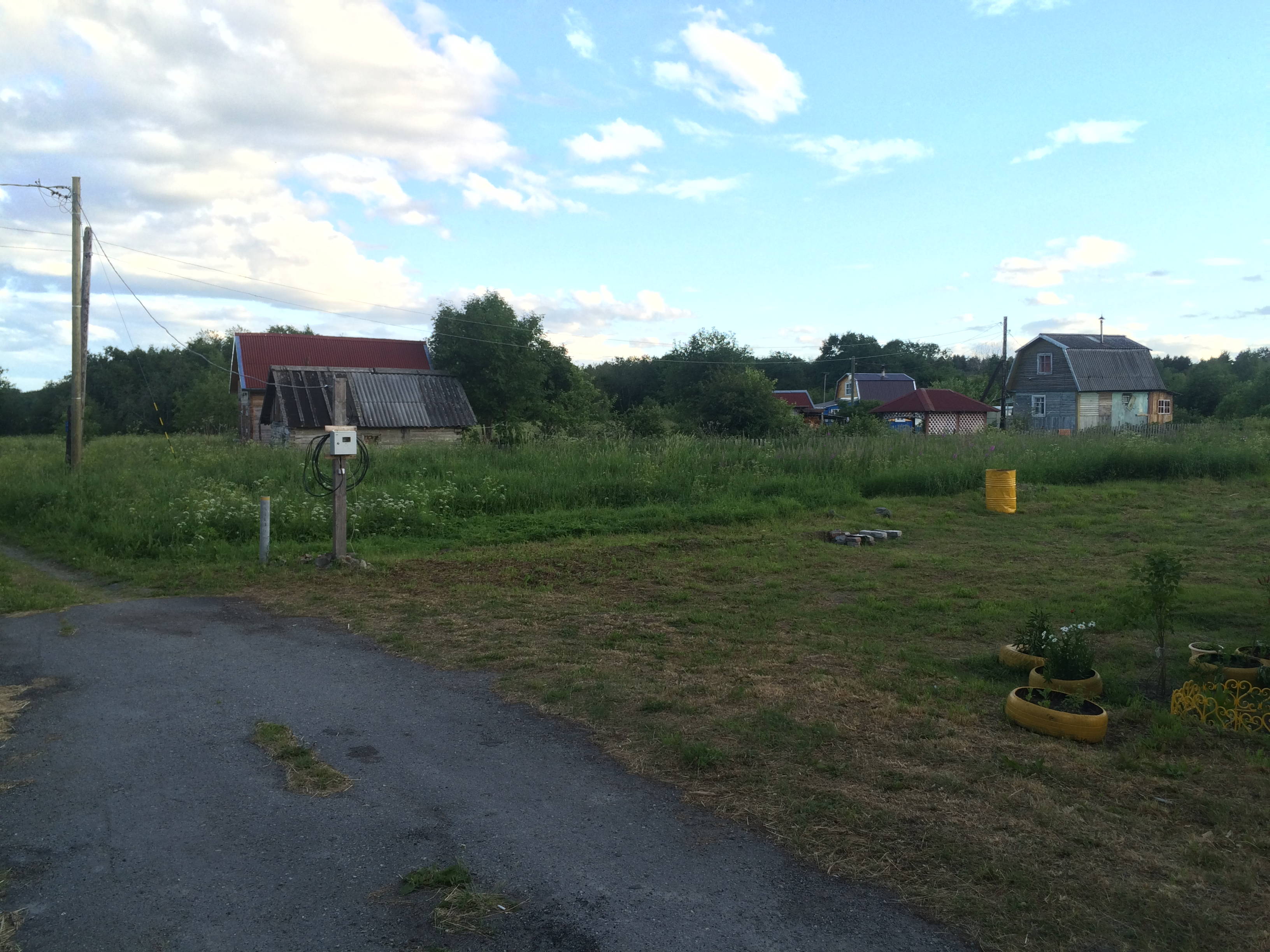
Вид деревни

## Население
| 2002 | 2010 | 2013 |
| ---- | ---- | ---- |
| 16   | ↘4   | →4   |